# Gasthaus Jütte

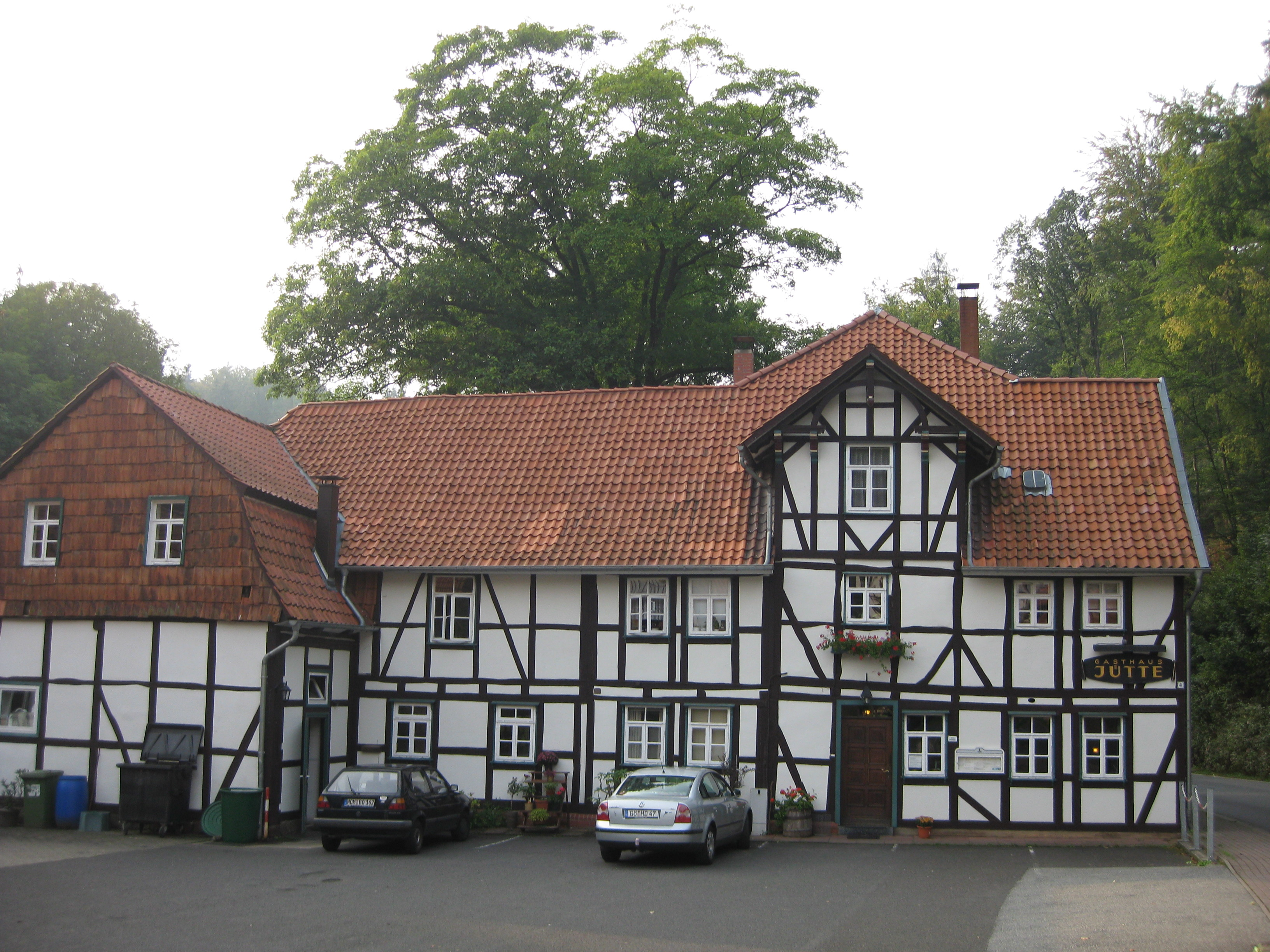
Gasthaus Mutter Jütte

Das Gasthaus Jütte in Bremke, nach den Inhaberinnen auch Mutter Jütte genannt, war ein alter und traditionsreicher Gasthof in Südniedersachsen. Er lag an der Straße von Niedernjesa nach Heiligenstadt im Thüringer Eichsfeld, heute ein Teil der Deutschen Märchenstraße. Seit dem 19. Jahrhundert war es ein wichtiges Ausflugsziel für Professoren und Studenten der Georg-August-Universität Göttingen. Den Studentenverbindungen diente der Saalbau hinter dem Gasthaus früher auch als Pauklokal zur Austragung von Mensuren.
Caroline Jütte († 4. Juli 1924), die erste Mutter Jütte, erhielt 1883 die Konzession, in dem heute denkmalgeschützten Hofgebäude am östlichen Ausgang des sich von Reinhausen herziehenden Bremker Tals eine Gaststätte zu betreiben. Die Schattenrisse von Göttinger Studenten an den Wänden der Gaststube und die Stiftungsfestbilder verschiedener Göttinger Corps im Saalbau dokumentierten die lange studentische Tradition dieses Hauses, dessen Speisekarte über Dekaden gegen alle Experimente gefeit war. Das Gasthaus wurde 138 Jahre lang und über vier Generation hinweg als Familienbetrieb geführt, bis es Anfang 2022 geschlossen wurde.